# 1791 a tudományban
Az 1791. év a tudományban és a technikában.

## Díjak
- Copley-érem: James Rennell, Jean-André Deluc

## Születések
- április 9. – George Peacock matematikus († 1858)
- április 27. – Samuel Morse feltaláló († 1872)
- június 10. – Félix Savart francia fizikus, orvos, nevéhez is fűződik a Biot–Savart-törvény († 1841)
- július 13. – Allan Cunningham botanikus, felfedező († 1839)
- szeptember 22. – Michael Faraday kémikus, fizikus († 1867)
- szeptember 23. – Johann Franz Encke csillagász († 1865)
- december 26. – Charles Babbage matematikus († 1871)